# Monster Hunter Freedom
Monster Hunter Freedom, conosciuto anche come Monster Hunter Portable (モンスターハンターポータブル?, Monsutā Hantā Pōtaburu), è un videogioco d'azione del 2005 per PlayStation Portable. È basato sul precedente Monster Hunter G per PlayStation 2, ma con numerose aggiunte.

## Modalità di gioco
Proprio come i suoi predecessori, il gioco ruota attorno al compito del giocatore di completare missioni sempre più ardue e collezionare materiali per potenziare le proprie armi ed equipaggiamenti. A differenza di altri giochi in stile hack'n'slash, questo gioco richiede più strategia e pianificazione per poter sconfiggere i mostri più forti, piuttosto che la semplice forza bruta. Le tipologie di armi si dividono in Spada e Scudo, Spadone, Doppie Spade, Martello, Lancia, Balestra leggera e Balestra Pesante; ognuna di esse può essere creata con vari oggetti che si acquisiscono durante una missione, siano essi trovati in natura o sconfiggendo mostri.

### Giocatore singolo
In questa modalità il giocatore completa le missioni dategli dall'anziano del villaggio o dalla Gilda Offline. Può inoltre far sviluppare la Fattoria per ottenere altri oggetti utili.

### Multigiocatore
Se un giocatore entra nella Gilda Online può andare in missione con altri giocatori grazie al collegamento LAN della PSP. I giocatori possono scambiarsi anche le schede della Gilda per conservare i dati di altre persone oppure andare a caccia di tesori. Aggiungendo un terzo software ci si può inoltre connettere con altri giocatori su Internet via wireless.

## Classi

### Hunter Rank
Letteralmente Grado di Cacciatore, è il livello raggiunto dal giocatore. Più è alto e più si potranno svolgere le missioni più impegnative, per sconfiggere mostri più forti e ottenere oggetti migliori. Il grado va dall'HR1 all'HR5.

### G-Class
La G-class è una novità di Monster Hunter Freedom. Si tratta di missioni che rappresentano una sfida molto più ardua per i cacciatori. In cambio però le ricompense sono molto migliori di quelle delle normali missioni.

## Altro

### Villaggio di Kokoto
Il Villaggio di Kokoto fa il suo ritorno come nei giochi precedenti con l'aggiunta di una fattoria dove poter ottenere materiali fra una missione e l'altra, generalmente minerali, insetti, miele e funghi. Più avanti si avrà accesso all'addestramento contro i mostri (generalmente Yian Kut Ku, Cephadrome, Rathalos, Rathian...) situato a Nord-Est del villaggio. Inizialmente il giocatore non ha accesso a tutti i luoghi della Fattoria, ma il suo sviluppo deve essere portato avanti scambiando dei punti speciali con il commerciante all'entrata.